# Пасека, Анатолий Михайлович
Анатолий Михайлович Пасека (25 мая 1954, Омск — 4 января 2001, Екатеринбург) — российский и советский художник.

## Биография
Родился 25 мая 1954 года в Омске. Окончил Омскую художественную школу.
В 1971—1977 годах обучался в Свердловском художественном училище на живописно-педагогическом факультете. По окончании училища, с 1978 года, работал как профессиональный художник. В 1970-х — 1980-х экспериментировал с формами, из-за чего его работы оказались на выставках Союза художников лишь в 1987 году.
Начиная с 1980-х стал работать в жанре фантастики, фэнтези, что принесло ему известность в определенных[каких?] кругах в Советском Союзе и за границей.
Начиная с 1990-х Пасека создал несколько серий картин. «Цветы и эльфы» создана в 1991—1992 годах, после чего была продана в зарубежные частные коллекции. Серии «Фантастические цветы», «Романтические пейзажи», которые были начаты в 1990 году, по большей части находятся в частных коллекциях в России. «Метафорический цикл», начатый в 1992 году в США и его темой стала попытка осознания «чувства космического» и связи человека со вселенной, которое было характерно для прото-культур. Отсюда и отсылки к древним цивилизациям и присутствие вселенной в различных его работах этого метафорического цикла произведений.
Другим направлением стала трансформация реалистических, повседневных образов в фантастические, наполненные знаковой символикой.
В 1980-х работы Пасеки публиковались в журналах Польши, Чехословакии, Болгарии, Германии, США, Канады. Получил несколько премий конкурса графических работ по фантастике, организованном компанией «Фэндом компьютер сервис». Принимал участие в советско-американской выставке космического искусства в Москве, после чего стал членом Международной ассоциации художников космоса.
В 1989 году принял участие в открывшейся в Нью-Йорке выставке «В будущее». В конкурсе на оформление фирменного стиля хоккейной команды «Сан-Хосе Шаркс» эскизы Пасеки заняли первое место.
В начале 1990-х Пасека участвовал в оформлении «Аэлиты» — фантастическом приложении к журналу «Уральский следопыт».
Тогда же родились новые графическо-живописные серии. Одна из них — «Цветы и эльфы». Имели успех и такие серии, как «Фантастические цветы», «Метафорический цикл», «Знаки» и другие.
В Екатеринбурге был соучредителем и участником постоянной экспозиции «Белой галереи», участвовал в выставках.
Скончался в возрасте 46 лет из-за редкой формы лимфолейкоза. Похоронен на Северо-Восточном кладбище.